# Larry Levine
Larry Levine (8 de mayo de 1928 – Encino (California), 8 de mayo de 2008) fue un ingeniero de sonido estadounidense, conocido por su colaboración con Phil Spector en la creación de la técnica de grabación del Muro de sonido.

## Biografía
Levine dejó el ejército de los Estados Unidos en 1952. Cuando volvió, a menudo pasaba el rato en Gold Star Studios porque su primo Stan Ross y su amigo Dave Gold trabajaban allí. Pudo desempeñarse como ingeniero de grabación a través del G.I. Bill.
Levine fue responsable de conseguir el sonido "Wall of Sound" para Phil Spector mientras trabajaba con Wrecking Crew en los legendarios Goldstar Studios en Hollywood. Entre los éxitos de Spectorn se incluyen Be My Baby, Then He Kissed Me, River Deep, Mountain High, A Christmas Gift for You from Phil Spector y muchos otros éxitos.
A Levine también se le atribuyó la ingeniería y la obtención de un nuevo sonido de Eddie Cochran, también realizado en Goldstar Studios, que fue pionero en una nueva era del Rock & Roll que no se había escuchado antes.
Levine diseñó You've Lost That Lovin Feelin de los Righteous Brothers que resultó ser la canción más reproducida en la historia de American Radio hasta el día de hoy.
Levine recibió el Premio Grammy de 1966 por el mejor grabación diseñada - no clásica, por la grabación de A Taste of Honey interpretada por Herb Alpert & the Tijuana Brass. La grabación también ganó el Premio Grammy a la Grabación del Año en 1966.
Herb Alpert y Jerry Moss le pidieron a Levine que dejara Goldstar para convertirse en ingeniero jefe de A&M Records en 1967. Levine fue la fuerza impulsora en la construcción de A&M Records al contratar ingenieros y conseguir el equipo necesario.
Entre sus otras contribuciones conocidas a la ingeniería de grabación se encuentra el influyente álbum de 1966 de los Beach Boys Pet Sounds, un sonido nuevo que no se había hecho antes.